# Rajongemeinde Anykščiai
Die Rajongemeinde Anykščiai (Anykščių rajono savivaldybė) umfasst die 3 Städte Anykščiai (11.620 Einw.), Kavarskas (678 Einw.) und Troškūnai (468 Einw.), die 8 Städtchen (miesteliai) Andrioniškis, Debeikiai, Kurkliai, Skiemonys, Surdegis, Svėdasai (1002 Einw.), Traupis und Viešintos sowie 758 Dörfer, bzw. die Verwaltungsgemeinschaften Andrioniškis, Kavarskas, Svėdasai, Anykščiai, Kurkliai, Traupis, Debeikiai, Skiemonys, Troškūnai.
Sie liegt am Zusammenfluss von Šventoji und Anykšta. Sie ist von ländlicher, leicht hügeligen Landschaft mit 76 Seen umgeben.

## Amtsbezirke
- Andrioniškis

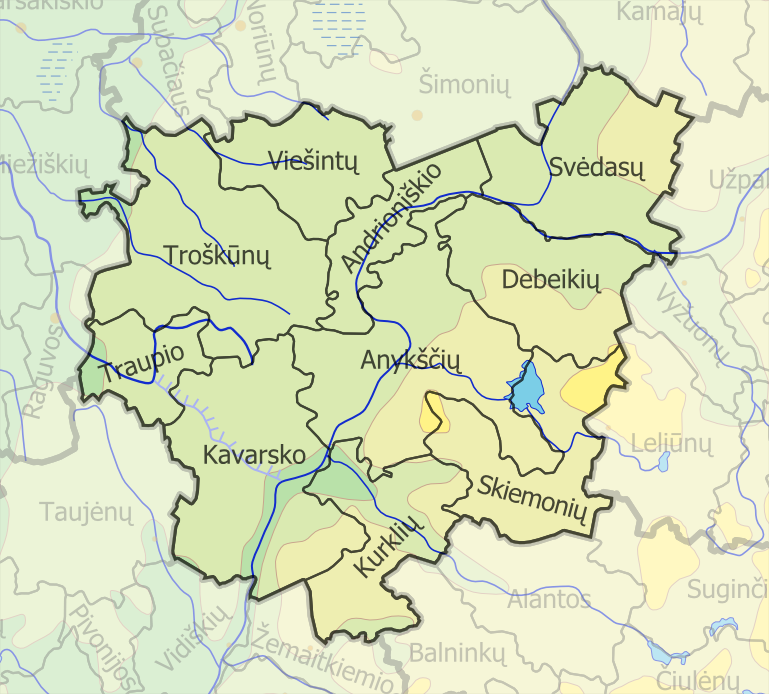
Amtsbezirke der Rajongemeinde Anykščiai

- Anykščiai, hat etwa 1000 Einwohner mehr als die Stadt
- Debeikiai
- Kavarskas
- Kurkliai
- Skiemonys
- Svėdasai
- Traupis
- Troškūnai
- Viešintos

## Sehenswürdigkeiten
- Regionalpark Anykščiai
- Puntukas (ein riesiger Findling)
- Pferdemuseum Anykščiai
- Hölzerne Synagoge in Kurkliai (14 km)
- Schmalspurbahn (750 mm) Panevėžys – Anykščiai – Rubikiai (69 km) (- Utena /stillgelegt)

## Söhne und Töchter
- Jonas Andriškevičius (* 1944 in Debeikiai), Generalmajor, Befehlshaber der litauischen Streitkräfte (1993–1999).
- Artūras Leita (* 1969 im Dorf Vaivadiškiai), Befehlshaber der litauischen Luftstreitkräfte (2006–2011).